# تریبون

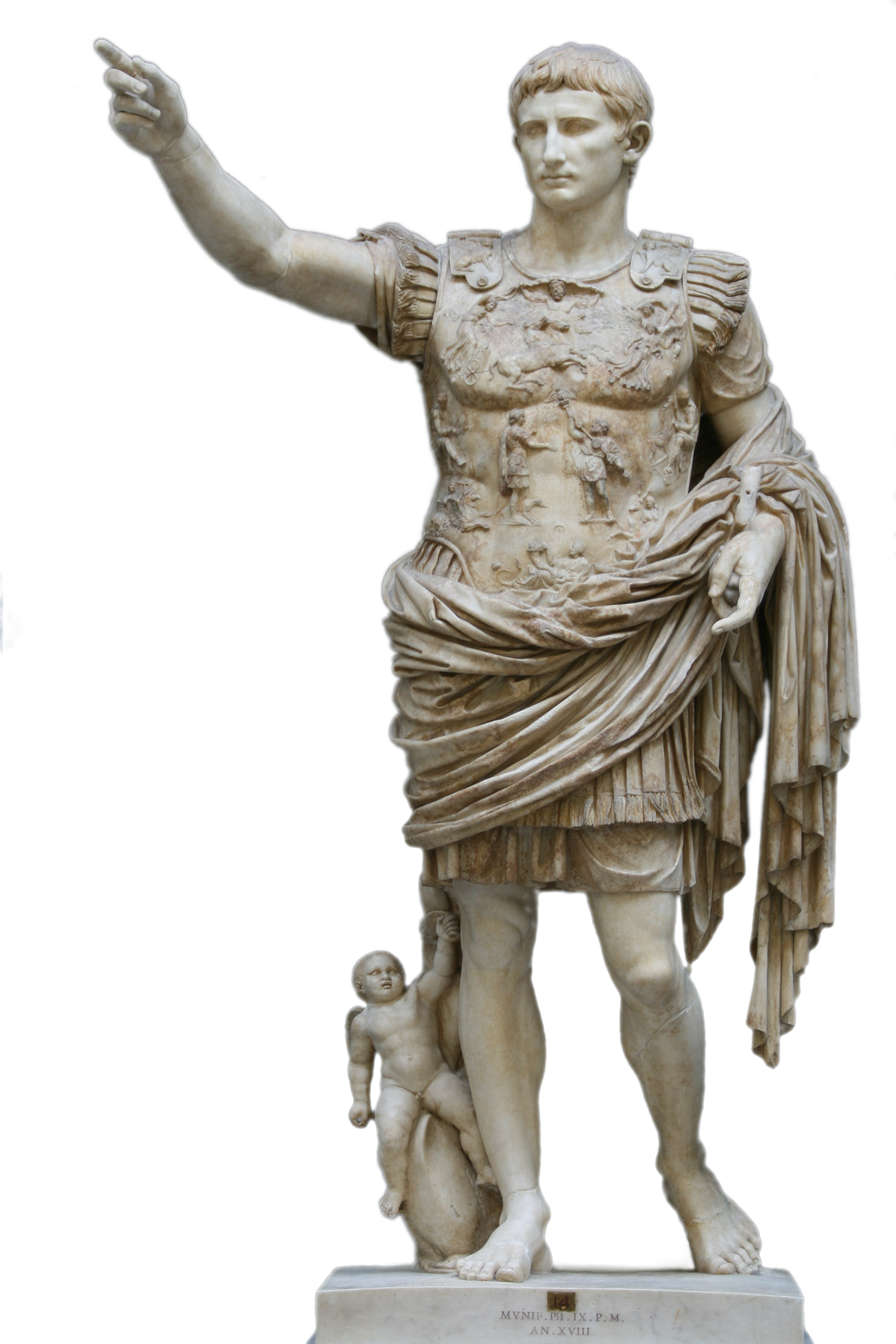
مجسمه امپراطور آگوستوس در موزه کیارمونتی،واتیکان،رمبا زمینه سفید

برای معنی رایج‌تر این واژه به میز خطابه رجوع کنید.
تریبون (به فرانسوی: Tribune) به منصب‌های گوناگون نظامی و مدنی در روم باستان اشاره دارد.

## گونه‌ها و صلاحیت‌ها
تریبون‌های نظامی (tribuni militum) در اصل فرماندهان پیاده‌نظام بوده‌اند. در ابتدای جمهوری هر لژیون ۶ تریبون داشت. برخی از آن‌ها توسط کنسول‌ها یا سایر فرماندهان نظامی و برخی دیگر توسط مردم برگزیده می‌شدند.
منصب تریبون مردم tribuni plebis از قرن ۵ پیش از میلاد ایجاد و به یکی از قدرتمندترین مقام‌ها در روم باستان تبدیل شد. از ۷۴۷۵ پیش از میلاد، تریبون‌های مدنی توسط مجمع پلبی‌ها (concilium plebis) که از غیراشراف تشکیل می‌شد، برگزیده می‌شدند. قدرت آن‌ها از طریق اعمال حق وتو بر اعمال کلانترها و سایر مقامات هم ردیف با خودشان اعمال می‌شود. در ۴۵۰ پیش از میلاد تقریباً ۱۰ تریبون در روم موجود بوده‌است. آن‌ها همچنین حق اعلام جرم علیه مخالفان دولت را نیز داشتند. از ۳۰۰ پیش از میلاد بسیاری از قانون گذاری‌ها نیز توسط این مقامات آغاز می‌شد، چراکه قانون گذاری در شورای عوام راحت تر از مجمع چنتوراتا بود.